# Dittingen
Dittingen (schweizertyska: Dittige) är en ort och kommun i distriktet Laufen i kantonen Basel-Landschaft, Schweiz. Kommunen har 737 invånare (2023).